# アンゼルム・ヒュッテンブレンナー
アンゼルム・ヒュッテンブレンナー（Anselm Hüttenbrenner 1794年10月13日 - 1868年6月5日）は、作曲家。ルートヴィヒ・ヴァン・ベートーヴェンとは親しい間柄で、彼の死に立ち会った2人のうちのひとりとなった。フランツ・シューベルトとも親しく付き合い、彼の回顧録はシューベルトの伝記研究において興味深くはあれどもおそらく信頼性の低い文献となっている。

## 生涯
裕福な地主の息子としてグラーツに生を受ける。グラーツ・ライシーアムに通い、グラーツ大学で法律を修めるも、この頃には作曲を行っていた。モーリッツ・フォン・フリース伯爵（1777年-1826年）はヒュッテンブレンナーのピアニストとしての才覚に感銘を受け、その勧めに従った彼はアントニオ・サリエリの下で学ぶべく1815年にウィーンへと発った。その後まもなくして初の出版作品（ピアノと歌曲）が世に出て、1816年には弦楽四重奏曲（作品3）が発表された。1818年には一時グラーツへ帰郷するが翌年にはウィーンに戻り、役所勤めで生活費を稼いだ。1821年には一族の領地を相続して結婚もしている。
後年、死の床にあったベートーヴェンを見舞った際には「私は貴方の訪問に値するような者ではない」との言葉で迎えられた。1827年3月26日のベートーヴェンの最期も看取っており、その時に他に居合わせたのはベートーヴェンの家政婦だけだった。その瞬間を記念すべく、ヒュッテンブレンナーはベートーヴェンの髪からひと房を切り取っており、現在はベートーヴェン一家を記録した本とともにフックス音楽院に収蔵されている。

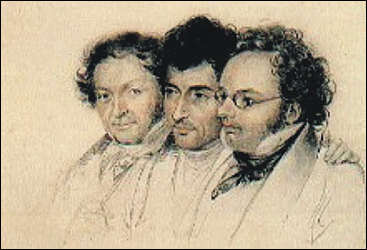
3人の友人（ヨハン・バプティスト・イェンガー、アンゼルム・ヒュッテンブレンナー、フランツ・シューベルト） ヨーゼフ・エドゥアルト・テルチャー画 1827年

シューベルトはサリエリの同窓だったヒュッテンブレンナーと1815年に出会って以来親交を結び、『36の舞曲 D365』の第2曲を献呈した。そして1817年にヒュッテンブレンナーの『弦楽四重奏曲 ホ長調』作品12の緩徐楽章の主題を使ってピアノのための『ヒュッテンブレンナーの主題による変奏曲 イ短調』D576を作曲している。また、1823年頃、シューベルトはヒュッテンブレンナーの兄弟であったヨーゼフを通じて未完成交響曲の草稿を彼に送付している。この草稿は1865年にヨハン・ヘルベックがグラーツ近郊のオーバー・アンドリッツにヒュッテンブレンナーを訪ねるまで彼の手元にあったが、ヘルベックは楽譜をウィーンへと持ち帰って1865年12月に初演を自ら指揮することになる。1825年から1829年にかけてはシュタイアーマルク楽友協会の指揮者の職を務めた。1828年12月23日のシューベルト記念礼拝ではレクイエム ハ短調が演奏された。
ヤーコプ・ローバーの信奉者だったヒュッテンブレンナーは、1840年から神がローバーに語らせたとする言葉の書き取りに積極的に参加するようになった。73歳でオーバー・アンドリッツに没した。

## 主要作品

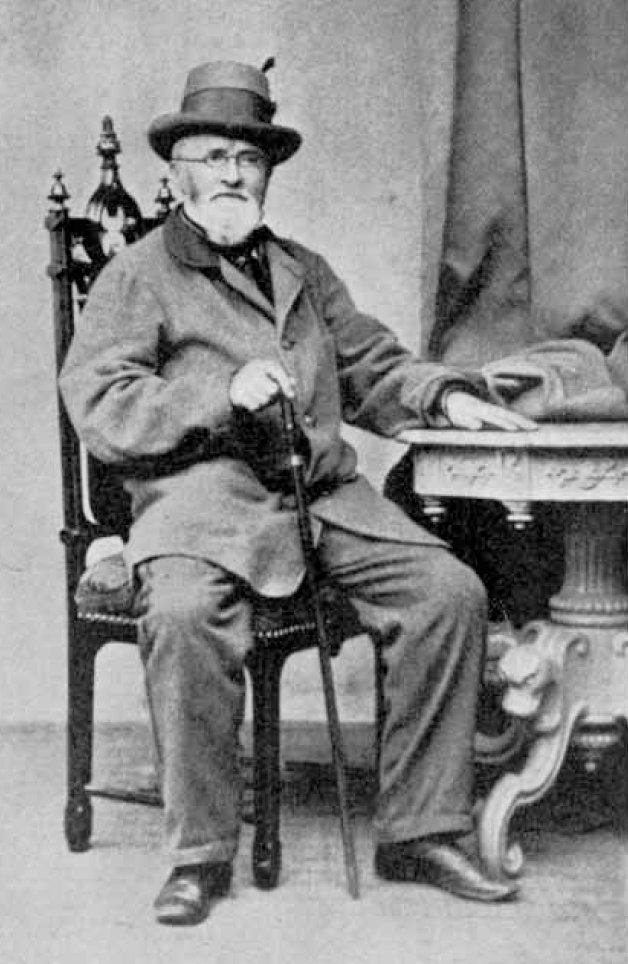
ヒュッテンブレンナー生前の写真

ヒュッテンブレンナーの作品の手稿譜は一部が散逸しているものの大半が子孫の手元に残されており、2007年にグラーツ国立音楽大学の大学図書館に寄贈された。同施設に赴けば調べることが可能で、また全品目が大学図書館のオンラインカタログで検索可能となっている。その作品は非常に旋律に富んでおり、いくらかオペラ的である。
- 27曲の宗教作品、うちミサ曲6曲、レクエム3曲
- 4作品のオペラ、『レノーレ』や『コロノスのオイディプス』など
- 258作品のピアノ伴奏歌曲
- 133作品の男声四重唱曲
- 159作品の男声合唱曲
- 20作品の管弦楽曲、うち交響曲2曲
- 13作品の室内楽曲 、うち2曲の弦楽四重奏曲、1曲の弦楽五重奏曲
- 60曲のピアノ2手のための作品
- 23曲のピアノ4手のための作品
- 8曲の他の作曲家の作品の編曲

### 出版譜
- Songs for voice and piano, Vol. 1, edited by Ulf Bästlein, Alice and Michael Aschauer, 2008, Accolade Musikverlag (www.accolade.de): ACC.1209a
- Songs for voice and piano, Vol. 2, edited by Ulf Bästlein, Alice and Michael Aschauer, 2008, Accolade Musikverlag (www.accolade.de): ACC.1209b